# Marlou van Rhijn
Marlou van Rhijn (Monnickendam, 22 oktober 1991) is een voormalig Nederlands atlete die gespecialiseerd was in de 100, 200 en 400 m sprint. Ze won goud op de 100 en 200 m tijdens de Paralympische Spelen van 2016 in de gecombineerde klasse T43/T44. Vier jaar eerder won ze op de Paralympische Spelen goud op de 200 m en zilver op de 100 m, beide in dezelfde gecombineerde klasse. In de T43-klasse is ze wereldrecordhoudster op de 100, 200 en 400 m.

## Vroegste jeugd
Van Rhijn werd geboren zonder kuitbenen en met vervormde voeten. Volgens de doktoren zou ze nimmer kunnen lopen. Toen ze vijf was werd haar rechter- en toen ze elf was haar linkervoet geamputeerd.

## Zwemcarrière
Tot 2009 maakte Van Rhijn deel uit van de nationale selectie voor zwemmers met een handicap en nam onder andere deel aan het wereldkampioenschap van 2009 en een Europees kampioenschap. Daarnaast zwom zij een aantal nationale records. Van Rhijn kwam uit in de klasse S9 en richtte zich vooral op de vrije slag en rugslag. In 2009 stopte ze wegens demotivatie met wedstrijdzwemmen.

## Atletiekcarrière
Van Rhijn werd in 2010 door bondscoach Guido Bonsen van het Nederlandse paralympisch atletiekteam gevraagd of ze interesse had in hardlopen. Na één trainingssessie was ze verkocht en ze ging deel uitmaken van het Dutch Parathletics Team van de Atletiekunie. Anno 2016 maakte ze deel uit van het STAP-team.  Uiteindelijk trainde Van Rhijn bij de Nederlandse coach Paul Wernert. Omdat zij een dubbele onderbeenamputatie onderging, kwam ze uit in de klasse T43 op de 100, 200 en 400 m.
Nadat Van Rhijn zich in mei 2012 tijdens het Paralympic Test Event in Londen had gekwalificeerd voor de Paralympische Spelen van 2012 in Londen, 'verzilverde' zij haar kwalificatie door op deze Spelen eerst op 1 september 2012 tweede te worden op de 100 m in 13,32 s, om vervolgens enkele dagen later de kroon op haar uitzending te zetten met een overwinning op de 200 m in 26,18 s. Ook deze tijd betekende een wereldrecord.
In 2016 won ze op de Paralympische Spelen van Rio de Janeiro opnieuw goud op de 200 m, deze keer in 26,16 s in de klasse T43/T44. Op 17 september 2016 won ze in dezelfde gecombineerde klasse goud op de 100 m in 13,02 s, een paralympisch record.
In 2021 beëindigde ze haar carrière. Ze gaf als reden op dat ze niet kon wennen aan de vijf centimeter kortere blades die ze bij de Paralympics in Japan moest gebruiken. Anderen waren daardoor sneller, ook in Nederland.

## Privé
Ze studeerde commerciële economie aan de Johan Cruyff Academy. In 2016 was Van Rhijn een van de deelnemers aan het AVROTROS-televisieprogramma Maestro. In 2022/2023 deed ze mee met De Slimste Mens.

## Uitslagen

### Atletiek

#### Paralympische Spelen
| Evenement   | Resultaat | Onderdeel |
| ----------- | --------- | --------- |
| Londen 2012 | goud      | 200 m     |
| Londen 2012 | zilver    | 100 m     |
| Rio 2016    | goud      | 200 m     |
| Rio 2016    | goud      | 100 m     |

## Persoonlijke records

### Zwemmen
| Onderdeel        | Klasse | Prestatie | Datum           | Plaats    |
| ---------------- | ------ | --------- | --------------- | --------- |
| 50 m schoolslag  | SB8    | 51.80     | 8 maart 2009    | Esbjerg   |
| 50 m vrije slag  | S9     | 34.34     | 10 mei 2009     | Antwerpen |
| 100 m vrije slag | S9     | 1:13.02   | 24 oktober 2009 | Reykjavik |
| 200 m vrije slag | S9     | 2:42.44   | 29 mei 2009     | Berlijn   |
| 400 m vrije slag | S9     | 5:32.36   | 21 oktober 2009 | Reykjavik |

### Atletiek
| Onderdeel | Klasse | Prestatie    | Datum       | Plaats  |
| --------- | ------ | ------------ | ----------- | ------- |
| 100 m     | T43    | 12,79 (WR) * | 28 mei 2016 | Nottwil |
| 200 m     | T43    | 25,64 (WR) * | 9 juni 2015 | Parijs  |
| 400 m     | T43    | 60,78 (WR) * | 18 mei 2014 | Nottwil |

* Van Rhijn was een T43-atleet (twee protheses), in wedstrijden wordt deze klasse gecombineerd met de T44 (één prothese). Haar wereldrecords zijn T43-records.

## Onderscheidingen
- Sportvrouw van Amsterdam  - 2012, 2015[4]
- Atletiekunie paralympisch atlete van het jaar - 2013,[5] 2015